# John Skelton
John Skelton (1460. – 21. lipnja 1529.), engleski književnik.

## Na dvoru Henrika VII.
Kao pjesnik i panegiričar u službi kralja Henrika VII. Nekoliko godina bio učitelj Henriku VIII. Potpisivao se često kao poeta laureatus i regius orator. 

## Župnik
Kad se povukao s dvora, djelovao je kao župnik. Bio je čovjek umjetnosti, duh slobodan i kritičan, po riječima njegovih župljana skloniji pozornici nego propovijedaonici. 

## Djela
Pisao je alegorijske pjesme, drame s moralnom poukom, satire protiv države i crkve. U njegovu se djelu zrcale srednjovjekovne prilike i moralni problemi predelizabetanskog doba.